# Quốc lộ 1
De Quốc lộ 1 (Nationale weg 1) is een weg in Vietnam. Deze weg begint in provincie van Lạng Sơn en eindigt in de provincie Cà Mau (Vietnam). De totale lengte is 2301 kilometer. 
De weg werd aangelegd door de Fransen in 1930 en werd herbouwd door de Vietnamese overheid. De weg volgt nagenoeg dezelfde route als de AH1.
De weg doorkruist de volgende steden en provincies:
- km 16 - Provincie Lạng Sơn
- km 119 - Provincie Bắc Giang
- km 139 - Provincie Bắc Ninh
- km 170 - Hanoi
- km 229 - Phủ Lý (provincie Hà Nam)
- km 263 - Provincie Ninh Bình
- km 323 - Provincie Thanh Hóa
- km 461 - Vinh (provincie Nghệ An)
- km 510 - Provincie Hà Tĩnh
- km 658 - Đồng Hới (Quảng Bình)
- km 750 - Đông Hà (Quảng Trị)
- km 824 - Huế
- Hải Vân Pass, Tunnel of Hải Vân
- km 929 - Đà Nẵng
- km 991 - Tam Kỳ (provincie Quảng Nam)
- km 1054 - Provincie Quảng Ngãi
- km 1232 - Quy Nhơn (provincie Bình Định)
- km 1329 - Tuy Hòa (provincie Phú Yên)
- km 1450 - Nha Trang (provincie Khánh Hòa)
- km 1528 - Phan Rang-Tháp Chàm (provincie Ninh Thuận)
- km 1701 - Phan Thiết (provincie Bình Thuận)
- km 1867 - Biên Hòa (provincie Đồng Nai)
- km 1889 - Ho Chi Minhstad
- km 1936 - Tân An (provincie Long An)
- km 1959 - Mỹ Tho (provincie Tiền Giang)
- km 2024 - Provincie Vĩnh Long
- km 2058 - Cần Thơ
- km 2119 - Sóc Trăng (provincie Sóc Trăng)
- km 2176 - Province Bạc Liêu
- km 2236 - Cà Mau

QL1 · QL1B · QL1K · QL2 · QL3 · QL4 · QL5 · QL6 · QL7A · QL7B · QL8A · QL8B · QL9A · QL9B · QL12 · QL12A · QL14 · QL14B · QL14C · QL14D · QL14E · QL15 · QL15 (Biên Hoà) · QL18 · QL20 · QL51 · QL55 · QL56